# Stazione di Pedaso
Stazione di Pedaso vasútállomás Olaszországban, Marche régióban, Pedaso településen.

## Vasútvonalak
Az állomást az alábbi vasútvonalak érintik:
- Ancona–Lecce-vasútvonal

## Kapcsolódó állomások
A vasútállomáshoz az alábbi állomások vannak a legközelebb: 
- Stazione di Cupra Marittima
- Stazione di Porto San Giorgio-Fermo